# Zabrachypus primus
Zabrachypus primus là một loài tò vò trong họ Ichneumonidae.